# Campeonato Maranhense 2009
In 2009 werd het 90ste Campeonato Maranhense gespeeld voor voetbalclubs uit Braziliaanse staat Maranhão. De competitie werd gespeeld van 15 februari tot 14 juni en werd georganiseerd door de FMF. JV Lideral werd kampioen. 

## Eerste toernooi

### Eerste fase

#### Groep A
| Plaats | Club           | Wed. | W | G | V | Saldo | Ptn. |
| ------ | -------------- | ---- | - | - | - | ----- | ---- |
| 1.     | Sampaio Corrêa | 4    | 2 | 2 | 0 | 7:3   | 8    |
| 2.     | São José       | 4    | 2 | 2 | 0 | 5:3   | 8    |
| 3.     | Maranhão       | 4    | 2 | 1 | 1 | 5:2   | 7    |
| 4.     | IAPE           | 4    | 0 | 2 | 2 | 4:6   | 2    |
| 5.     | Moto Club      | 4    | 0 | 1 | 3 | 3:11  | 1    |

|  | Gekwalificeerd voor tweede fase |

#### Groep B
| Plaats | Club       | Wed. | W | G | V | Saldo | Ptn. |
| ------ | ---------- | ---- | - | - | - | ----- | ---- |
| 1.     | JV Lideral | 4    | 4 | 0 | 0 | 12:4  | 12   |
| 2.     | Imperatriz | 4    | 2 | 1 | 1 | 4:2   | 7    |
| 3.     | Nacional   | 4    | 1 | 1 | 2 | 4:6   | 4    |
| 4.     | Itinga     | 4    | 0 | 2 | 2 | 4:8   | 2    |
| 5.     | Bacabal    | 4    | 0 | 2 | 2 | 3:7   | 2    |

|  | Gekwalificeerd voor tweede fase |

### Tweede fase
In geval van gelijkspel gaat de club met het beste resultaat in de competitie door.
| Team #1    | Tot.  | Team #2        | 1ste wed | 2de wed |
| ---------- | ----- | -------------- | -------- | ------- |
| Imperatriz | 3 - 4 | São José       | 1 - 4    | 2 - 0   |
| Maranhão   | 2 - 7 | JV Lideral     | 1 - 2    | 1 - 5   |
| Nacional   | 0 - 0 | Sampaio Corrêa | 0 - 0    | 0 - 0   |

### Derde fase
| Plaats | Club       | Wed. | W | G | V | Saldo | Ptn. |
| ------ | ---------- | ---- | - | - | - | ----- | ---- |
| 2.     | JV Lideral | 4    | 1 | 2 | 1 | 6:5   | 5    |
| 3.     | São José   | 4    | 1 | 1 | 2 | 4:8   | 4    |

|  | Geplaatst voor finale |

## Tweede toernooi

### Eerste fase

#### Groep A
| Plaats | Club           | Wed. | W | G | V | Saldo | Ptn. |
| ------ | -------------- | ---- | - | - | - | ----- | ---- |
| 1.     | Sampaio Corrêa | 4    | 3 | 0 | 1 | 7:1   | 9    |
| 2.     | IAPE           | 4    | 2 | 1 | 1 | 5:6   | 7    |
| 3.     | Maranhão       | 4    | 2 | 0 | 2 | 5:5   | 6    |
| 4.     | Moto Club      | 4    | 1 | 1 | 2 | 5:6   | 4    |
| 5.     | São José       | 4    | 0 | 2 | 2 | 6:10  | 2    |

|  | Gekwalificeerd voor tweede fase |

#### Groep B
| Plaats | Club       | Wed. | W | G | V | Saldo | Ptn. |
| ------ | ---------- | ---- | - | - | - | ----- | ---- |
| 1.     | Nacional   | 4    | 2 | 2 | 0 | 6:3   | 8    |
| 2.     | JV Lideral | 4    | 2 | 1 | 1 | 8:5   | 7    |
| 3.     | Bacabal    | 4    | 2 | 1 | 1 | 6:3   | 7    |
| 4.     | Imperatriz | 4    | 0 | 3 | 1 | 1:4   | 3    |
| 5.     | Itinga     | 4    | 0 | 1 | 3 | 2:8   | 1    |

|  | Gekwalificeerd voor tweede fase |

### Tweede fase
In geval van gelijkspel gaat de club met het beste resultaat in de competitie door.
| Team #1  | Tot.  | Team #2        | 1ste wed | 2de wed |
| -------- | ----- | -------------- | -------- | ------- |
| IAPE     | 1 - 5 | JV Lideral     | 1 - 2    | 0 - 3   |
| Maranhão | 3 - 5 | Nacional       | 2 - 2    | 1 - 3   |
| Bacabal  | 3 - 1 | Sampaio Corrêa | 0 - 0    | 3 - 1   |

### Derde fase
| Plaats | Club       | Wed. | W | G | V | Saldo | Ptn. |
| ------ | ---------- | ---- | - | - | - | ----- | ---- |
| 1.     | JV Lideral | 4    | 3 | 1 | 0 | 8:2   | 10   |
| 2.     | Nacional   | 4    | 1 | 1 | 2 | 1:3   | 4    |
| 3.     | Bacabal    | 4    | 1 | 0 | 3 | 4:8   | 3    |

|  | Geplaatst voor finale |

## Finale
In geval van gelijkspel wint de club met het beste resultaat uit de competitie.
|                  |                |              |            |                           |
| 16 november Heen | Sampaio Corrêa | 0 – 1        | JV Lideral | Nhozinho Santos, São Luís |
| 16 november Heen |                | 12' Valdanes |            | Nhozinho Santos, São Luís |

|                   |               |       |                         |                                 |
| 23 november Terug | JV Lideral    | 1 – 2 | Sampaio Corrêa          | Estádio Walter Lira, Imperatriz |
| 23 november Terug | Romarinho 28' |       | 32' Gabriel 57' Robinho | Estádio Walter Lira, Imperatriz |

### Kampioen
| Campeonato Maranhense de 2009  |
| Maranhão                       |
| ------------------------------ |
| JV Lideral Kampioen (1° titel) |